# Theodor Strünck
Theodor Strünck (* 7. April 1895 in Pries; † 9. April 1945 im KZ Flossenbürg) war ein deutscher Jurist und Widerstandskämpfer des 20. Juli 1944.

## Leben

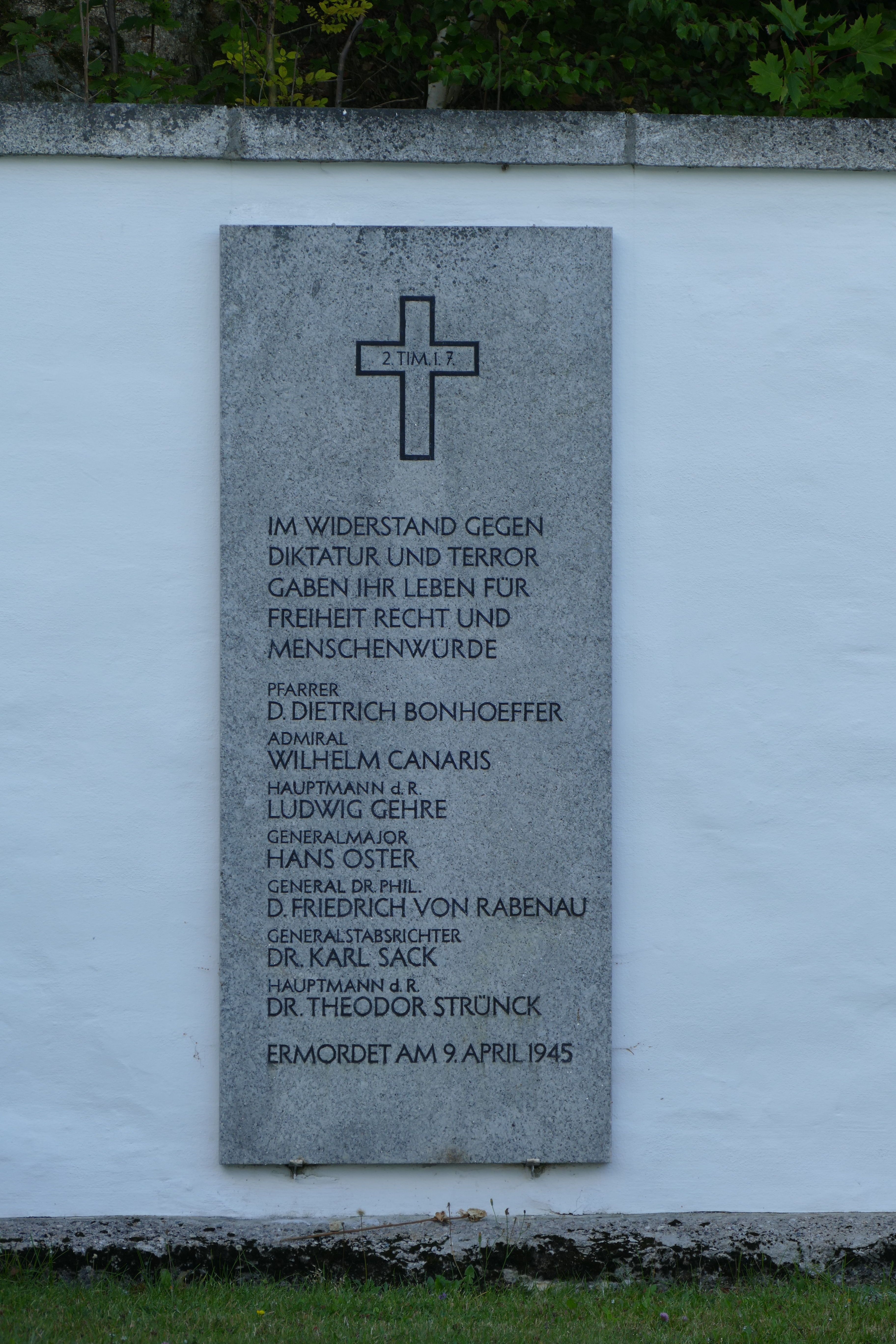
Gedenkstätte im Konzentrationslager Flossenbürg

Theodor Strünck war Schüler der Kieler Gelehrtenschule. Er studierte Rechtswissenschaften an der Eberhard Karls Universität Tübingen (zeitweise Mitglied der Studentenverbindung Saxonia), der Christian-Albrechts-Universität zu Kiel und der Westfälischen Wilhelms-Universität Münster und wurde 1924 an der Universität Rostock promoviert. Anschließend arbeitete er als Rechtsanwalt in der Versicherungswirtschaft, gegen Ende als Versicherungsdirektor. Anfangs sympathisierte er mit den Nationalsozialisten, ging dann aber nach der Machtergreifung aufgrund der schwindenden Rechtsstaatlichkeit in Opposition zum Regime.
1937 wurde der Hauptmann der Reserve eingezogen und im Amt Ausland/Abwehr des Oberkommandos der Wehrmacht unter Hans Oster eingesetzt. Er hatte engen Kontakt zu Carl Goerdeler und organisierte Zusammenkünfte der Widerständler in seiner Wohnung.
Theodor Strünck wurde nach dem Attentat vom 20. Juli 1944 am 1. August verhaftet. Am 24. August wurde er durch den am 2. August 1944 gebildeten Ehrenhof aus der Wehrmacht unehrenhaft ausgestoßen, so dass das Reichskriegsgericht für die Aburteilung nicht mehr zuständig war, und am 10. Oktober 1944 vom Volksgerichtshof unter dessen Präsidenten Roland Freisler zum Tode verurteilt. Später überführte man ihn in das Konzentrationslager Flossenbürg, wo er am 9. April gemeinsam mit Dietrich Bonhoeffer, Wilhelm Canaris, Ludwig Gehre, Hans Oster und Karl Sack erhängt wurde.
Strünck war katholischer Konfession.

## Erinnerung
In der Nähe der Hinrichtungsstätte Plötzensee in Berlin-Charlottenburg wurde der Strünckweg nach ihm benannt.